# Gerunda
Gerunda is een geslacht van rechtvleugeligen uit de familie veldsprinkhanen (Acrididae). De wetenschappelijke naam van dit geslacht is voor het eerst geldig gepubliceerd in 1918 door Bolívar.

## Soorten
Het geslacht Gerunda omvat de volgende soorten:
- Gerunda elegantula Bolívar, 1918
- Gerunda gracilis Bolívar, 1918